# Cantó de Francescàs
El cantó de Francescàs és un cantó francès del departament d'Òlt i Garona, situat al districte de Nerac. Té 7 municipis i el cap és Francescàs.

## Municipis
- Fieus
- Francescàs
- La Montjòia
- La Sèrra
- Montcrabeu
- Nomdieu
- Sent Vincenç de la Montjòia

## Història
| Data d'elecció                           | Identitat           | Partit          | Qualitat |
| ---------------------------------------- | ------------------- | --------------- | -------- |
| 1976-2001                                | Raymond Soucaret    | UDF-radical     |          |
| 2001-                                    | Christian Lussagnet | DL, després UMP |          |
| les dades anteriors no són pas conegudes |                     |                 |          |
|                                          |                     |                 |          |

## Demografia
| 1962  | 1968  | 1975  | 1982  | 1990  | 1999  | 2006  |
| ----- | ----- | ----- | ----- | ----- | ----- | ----- |
| 2.763 | 3.071 | 2.692 | 2.571 | 2.559 | 2.703 | 2.897 |